# Ribeira do Amparo
Ribeira do Amparo es un municipio brasilero del estado de Bahía. Su población estimada en 2009 era de 14.621 habitantes. El municipio es un gran productor de castaña de cajú. 

## Historia
La reconstrucción colectiva de la historia del municipio de Ribeira do Amparo se destaca por ser muy diferente de los registros oficiales, este municipio tiene origen en el poblado de Ribeira del Pau Gran y obtiene está denominación en dos momentos, primero en el final del siglo XIX, este municipio pasó a llamarse Villa del Amparo, el 14 de agosto de 1958, obtuvo su emancipación política. Posee 3 grandes distritos (Raspador, Barrocas y Buena Hora) y diversos poblados como (Pimentel, Lages, Canas, Bangolá, 1001, Maria Negra, Baja de la Jurema, Baja del Umbuzeiro, Baja del Salgado, Pinto, Bariri, Avenida, Loredo, Bom Sucesso, Fervente, Caatinga, Río Fondo, etc.), además de esto posee la sede del municipio. 
En 1848 se construyó la parroquia de Nossa Senhora do Amparo. En aquella época, conforme encuestas de historiadores, la capilla era llamada de capilla de "Nossa Senhora do Amparo." de "Ribeira del Pau Gran", en aquel mismo año Ribeira fue elevada la categoría de parroquias por la Ley Provincial N.º 294, del 9 de mayo de 1848.
Este templo de alabanza fue construido con la intención de catequizar los indios pertenecientes a la tribu "Kiriris".
El 11 de abril de 1985 el distrito de Heliópolis, fue separado de Ribeira do Amparo cuando se tornó ciudad.